# Chamaegeron
Chamaegeron Schrenk, 1845 è un genere di piante angiosperme dicotiledoni della famiglia delle Asteraceae, sottofamiglia Asteroideae, tribù Astereae (Bellis lineage) e sottotribù Chamaegerinae.

## Etimologia
Il nome scientifico del genere è stato definito dal botanico Schrenk. nella pubblicazione " Bulletin de la Classe Physico-Mathematique de l'Academie Imperiale des Sciences de Saint-Pétersbourg. St. Petersburg" (  Bull. Cl. Phys.-Math. Acad. Imp. Sci. Saint-Pétersbourg 3: 107) del 1845.

## Descrizione
Portamento. Le specie di questo genere hanno un habitus di tipo erbaceo annuale o perenne.
Fusto. La parte aerea in genere è eretta, semplice o ramosa. 
Foglie. Le foglie (cauline) in genere sono disposte in modo alternato e sono sessili. La lamina è semplice con forme da strette a oblanceolate con bordi da interi a dentati. Sulla superficie possono essere presenti delle ghiandole.
Infiorescenza. Le sinflorescenze sono composte da diversi capolini raccolti in formazioni corimbose. Le infiorescenze vere e proprie sono composte da un capolino terminale peduncolato di tipo radiato con fiori eterogami. I capolini sono formati da un involucro, con forme campanulate, composto da diverse brattee, al cui interno un ricettacolo fa da base ai fiori di due tipi: fiori del raggio e fiori del disco. Le brattee, oblanceolate con apici fimbriati e a consistenza erbacea, sono disposte in modo più o meno embricato e scalato su 3 serie. Il ricettacolo in genere è nudo ossia senza pagliette a protezione della base dei fiori; la forma è piatta.
Fiori.  I fiori sono tetra-ciclici (formati cioè da 4 verticilli: calice – corolla – androceo – gineceo) e pentameri (calice e corolla formati da 5 elementi). Si distinguono in:
- fiori del raggio (esterni): sono femminili e sono disposti su una/due serie; la forma è ligulata (zigomorfa);
- fiori del disco (centrali): sono più numerosi con forme brevemente tubulose (attinomorfe); sono ermafroditi o (raramente) funzionalmente maschili.

- Formula fiorale:

*/x K {\displaystyle \infty }, [C (5), A (5)], G 2 (infero), achenio
- Calice: i sepali del calice sono ridotti ad una coroncina di squame.

- Corolla: 
  - fiori del raggio: la forma della corolla alla base è più o meno tubulosa, mentre all'apice è ligulata; la ligula, contorta, può terminare con alcuni denti; il colore è lilla;
  - fiori del disco: la forma è strettamente imbutiforme bruscamente divaricata in 5 lobi; i lobi, patenti o eretti, hanno una forma triangolare con profonde insenature; il colore è giallo.

- Androceo: l'androceo è formato da 5 stami sorretti da filamenti generalmente liberi; gli stami sono connati e formano un manicotto circondante lo stilo; le teche (produttrici del polline) alla base sono troncate e sono lievemente auricolate (molto raramente sono speronate o hanno una coda); le appendici apicali delle antere hanno delle forme piatte e lanceolate; il tessuto endoteciale (rivestimento interno dell'antera) è quasi sempre polarizzato (con due superfici distinte: una verso l'esterno e una verso l'interno). Il polline è sferico con un diametro medio di circa 25 micron;  è tricolporato (con tre aperture sia di tipo a fessura che tipo isodiametrica o poro) ed è echinato (con punte sporgenti).[9][11]

- Gineceo: l'ovario è infero uniloculare formato da 2 carpelli.[5] Lo stilo (il recettore del polline) è profondamente bifido (con due stigmi divergenti) e con le linee stigmatiche marginali separate.[12] I due bracci dello stilo hanno una forma acuminata.

Frutti. I frutti sono degli acheni con pappo; in alcune specie è presente un certo dimorfismo (gli acheni dei fiori del raggio differiscono dagli acheni dei fiori del disco);
- achenio: gli acheni, con forme da ellittico-oblunghe a oblanceolate, hanno la superficie setolosa o glabra; la parete dell'achenio è formata da celle contenenti rafidi ma prive di fitomelanina; il carpoforo normalmente è anulare; le setole con punte a forma di ancora non sono presenti;
- pappo: il pappo è formato da una serie di setole bianche connate in anello basale caduco.

## Biologia
Impollinazione: l'impollinazione avviene tramite insetti (impollinazione entomogama tramite farfalle diurne e notturne).

Riproduzione: la fecondazione avviene fondamentalmente tramite l'impollinazione dei fiori (vedi sopra).

Dispersione: i semi (gli acheni) cadendo a terra sono successivamente dispersi soprattutto da insetti tipo formiche (disseminazione mirmecoria). In questo tipo di piante avviene anche un altro tipo di dispersione: zoocoria. Infatti gli uncini delle brattee dell'involucro (se presenti) si agganciano ai peli degli animali di passaggio disperdendo così anche su lunghe distanze i semi della pianta. Inoltre per merito del pappo il vento può trasportare i semi anche a distanza di alcuni chilometri (disseminazione anemocora).

## Distribuzione e habitat
Le specie di questo genere sono distribuite in Afghanistan, Iran, Kazakhstan, Pakistan, Tadzhikistan e Turkmenistan.

## Sistematica
La famiglia di appartenenza di questa voce (Asteraceae o Compositae, nomen conservandum) probabilmente originaria del Sud America, è la più numerosa del mondo vegetale, comprende oltre 23.000 specie distribuite su 1.535 generi, oppure 22.750 specie e 1.530 generi secondo altre fonti (una delle checklist più aggiornata elenca fino a 1.679 generi). La famiglia attualmente (2021) è divisa in 16 sottofamiglie; la sottofamiglia Asteroideae è una di queste e rappresenta l'evoluzione più recente di tutta la famiglia.

### Filogenesi
La tribù Astereae (una delle 21 tribù della sottofamiglia Asteroideae) comprende circa 40 sottotribù. In base alle ultime ricerche nella tribù sono stati individuati (provvisoriamente) 5 principali lignaggi:
- Basal grade: include alcuni generi isolati, il gruppo "South American-Oceania",  alcune sottotribù africane e il gruppo dei generi legnosi del Madagascar.
- Bellis lineage: comprende le sottotribù eurasiatiche e una sottotribù africana.
- Aster lineage: include i generi asiatici di Asterinae e i principali gruppi dell'Australia e dell'Oceania.
- Baccharis lineage: include alcuni gruppi sudamericani.
- North American lineage: include la vasta gamma di sottotribù del Nordamerica, Messico e alcuni gruppi distribuiti nel Sudamerica.

Il genere Chamaegeron (insieme alla sottotribù Chamaegerinae) è incluso nel lignaggio "Bellis lineage". Chamaegerinae fa parte dell'areale eurasiatico. In precedenti trattazioni il genere  Chamaegeron è descritto all'interno della sottotfribù Homochrominae.
I caratteri distintivi del genere sono:
- le sinflorescenze sono composte da diversi capolini su più steli;
- l'involucro è formato da 3 e più serie di brattee.

Il numero cromosomico delle specie di questo genere è: 2n = 18.

### Elenco delle specie
Questo genere ha 4 specie:
- Chamaegeron asterellus (Bornm.) Botsch.
- Chamaegeron bungei  (Boiss.) Botsch.
- Chamaegeron keredjensis  (Bornm. & Gauba) Grierson
- Chamaegeron oligocephalum  Schrenk.